# Good Old-Fashioned Lover Boy
„Good Old-Fashioned Lover Boy“ je píseň britské rockové skupiny Queen, napsaná zpěvákem Freddiem Mercurym. Vyšla na studiovém albu A Day at the Races z roku 1976. O rok později roku 1977 byla vydána také jako B strana singlu Teo Torriatte (Let Us Cling Together) a následně na první straně extended play Queen's First E.P.. Píseň popisuje, jak se „dobrý staromódní milenec“ (anglicky good old-fashioned lover boy) těší na noční veselí a romantiku.

## Živá vystoupení a jiná uvedení
Píseň byla v roce 1977 odvysílána v prestižním pořadu Top of the Pops televizní stanice BBC. Živě byla hrána v letech 1977–1978 na koncertech v rámci turné A Day at the Races Tour a News of the World Tour.

## Názory členů Queen
| „                 | Jmenuje se to „Good Old-Fashioned Lover Boy“ a je to moje „ragtime“ nálada. Dostávám příležitost něco takové tvořit pro každé album a tentokrát jsem to prostě udělal. | “ |
| — Freddie Mercury | |   |

## Obsazení nástrojů
- Freddie Mercury – hlavní zpěv, doprovodné vokály, klavír
- Brian May – elektrická kytara, doprovodné vokály
- Roger Taylor – bicí, triangl, woodblocks, doprovodné vokály
- John Deacon – basová kytara
- Mike Stone – doprovodné vokály